# Sofia Coppola
Sofia Coppola, Sofia Carmina Coppola (New York, 1971. május 14. –) Oscar-díjas olasz származású amerikai filmrendező, színésznő, filmproducer és forgatókönyvíró.  
2010-ben a Made in Hollywood című filmnek köszönhetően első amerikai nőként (és a negyedik amerikai filmesként) vehette át a Velencei Nemzetközi Filmfesztivál legnagyobb díját, az Arany Oroszlánt.

## Életrajz
Sofia Francis Ford Coppola filmrendező lánya. Testvérei, unokatestvérei és más rokonai közül többen nevet szereztek a hollywoodi filmiparban. 
1999 és 2003 között Spike Jonze filmrendező felesége volt, majd rövid ideig együtt járt Quentin Tarantinóval.
2011. augusztus 27-én házasodott össze Thomas Mars francia rockzenésszel az olaszországi Bernalda városában, ahonnan a Coppola család származik. Két közös lányukkal Párizsban élnek.

## Pályafutása

### Színészként
Sofia Coppola filmes karrierje igen korán kezdődött, csecsemőként és kisgyerekként gyakran felbukkant apja egy-egy filmjében. Többek között A Keresztapa keresztelési jelenetében szerepelt – kisfiúként, illetve A Keresztapa III.-ban, ahol Mary Corleone szerepében láthattuk. Ez utóbbi eredménye egyébként két Arany Málna díj volt, a legrosszabb női mellékszereplő és a legrosszabb új sztár kategóriájában, ami gyakorlatilag véget vetett színészi pályafutásának. Néhány apró szereptől eltekintve az utóbbi időben inkább filmrendezőként sikeres.

### Filmrendezőként
Első két filmje a Lick the Star (1998) című rövidfilm és a Öngyilkos szüzek (1999) című könyvadaptáció volt. Eddigi legsikeresebb filmje az Elveszett jelentés (2003), Bill Murray és Scarlett Johansson főszereplésével. Ez a film megkapta a legjobb eredeti forgatókönyv Oscar-díját, és jelölték a legjobb rendező díjára is. Ezen kívül három Golden Globe-díjat is besöpört.
Következő filmje a Marie Antoinette (2006) című életrajzi dráma, Kirsten Dunst főszereplésével. A film premierje a cannes-i filmfesztiválon volt, és igen vegyes fogadtatásban részesült (főleg a franciáknak nem tetszett).
2010-ben jelent meg a részben önéletrajzi ihletésű Made in Hollywood Stephen Dorff és Elle Fanning főszereplésével. A filmért megkapta a Velencei Nemzetközi Filmfesztivál legnagyobb díját, az Arany Oroszlánt.

## Érdekességek
- Sofia Coppolát gyakran az indie zene és film egyik ikonjaként emlegetik.
- Több zenei videót rendezett, és szerepelt is néhányban.
- 2002-ben Marc Jacobs divattervező felkérte, hogy adja arcát a divatház legújabb parfümjéhez.
- MilkFed márkanévvel a japán piacon árul ruhákat.

## Filmográfia

### Filmrendezései
| Év   | Magyar cím            | Eredeti cím             | Feladatkör | Feladatkör | Feladatkör | Megjegyzések                |
| Év   | Magyar cím            | Eredeti cím             | Rendező    | Író        | Producer   | Megjegyzések                |
| ---- | --------------------- | ----------------------- | ---------- | ---------- | ---------- | --------------------------- |
| 1989 | New York-i történetek | New York Stories        | Nem        | Igen       | Nem        | Az élet Zoë nélkül szegmens |
| 1998 |                       | Lick the Star           | Igen       | Igen       | Igen       | rövidfilm                   |
| 1999 | Öngyilkos szüzek      | The Virgin Suicides     | Igen       | Igen       | Nem        |                             |
| 2003 | Elveszett jelentés    | Lost in Translation     | Igen       | Igen       | Igen       |                             |
| 2006 | Marie Antoinette      | Marie Antoinette        | Igen       | Igen       | Igen       |                             |
| 2010 | Made in Hollywood     | Somewhere               | Igen       | Igen       | Igen       |                             |
| 2013 | Lopom a sztárom       | The Bling Ring          | Igen       | Igen       | Igen       |                             |
| 2015 |                       | A Very Murray Christmas | Igen       | Igen       | Vezető     | Netflix tévéfilm            |
| 2017 | Csábítás              | The Beguiled            | Igen       | Igen       | Igen       |                             |
| 2020 | Felkeverve            | On the Rocks            | Igen       | Igen       | Igen       |                             |
| 2023 |                       | Fairyland               | Nem        | Nem        | Igen       |                             |
| 2023 | Priscilla             | Priscilla               | Igen       | Igen       | Igen       |                             |

### Színészként
| Év   | Magyar cím                        | Eredeti cím                                    | Szerep                            | Magyar hang    | Rendező                  |
| ---- | --------------------------------- | ---------------------------------------------- | --------------------------------- | -------------- | ------------------------ |
| 1972 | A Keresztapa                      | The Godfather                                  | Michael Francis Rizzi (újszülött) |                | Francis Ford Coppola     |
| 1974 | A Keresztapa II.                  | The Godfather Part II                          | gyermek a hajón                   |                | Francis Ford Coppola (2) |
| 1983 | A kívülállók                      | The Outsiders                                  | kislány                           |                | Francis Ford Coppola (3) |
| 1983 | Rablóhal                          | Rumble Fish                                    | Donna                             | Talmács Márta  | Francis Ford Coppola (4) |
| 1984 | Frankenweenie (rövidfilm)         | Frankenweenie                                  | Anne Chambers                     |                | Tim Burton               |
| 1984 | Gengszterek klubja                | The Cotton Club                                | gyermek az utcán                  |                | Francis Ford Coppola (5) |
| 1986 | Előre a múltba                    | Peggy Sue Got Married                          | Nancy Kelcher                     | Somlai Edina   | Francis Ford Coppola (6) |
| 1986 | Előre a múltba                    | Peggy Sue Got Married                          | Nancy Kelcher                     | Dögei Éva      | Francis Ford Coppola (6) |
| 1986 |                                   | The Princess Who Had Never Laughed (rövidfilm) | Gwendolyn                         |                | Mark Cullingham          |
| 1987 |                                   | Anna                                           | Noodle                            |                | Yurek Bogayevicz         |
| 1988 | Tucker, az autóbolond             | Tucker: The Man and His Dream                  | lány                              |                | Francis Ford Coppola (7) |
| 1990 | A Keresztapa III.                 | The Godfather Part III                         | Mary Corleone                     | Fazekas Zsuzsa | Francis Ford Coppola (8) |
| 1990 | A Keresztapa III.                 | The Godfather Part III                         | Mary Corleone                     | Náray Erika    | Francis Ford Coppola (8) |
| 1992 | Vörös villamos                    | Inside Monkey Zetterland                       | Cindy                             |                | Jefery Levy              |
| 1999 | Star Wars I. rész – Baljós árnyak | Star Wars: Episode I – The Phantom Menace      | Saché                             |                | George Lucas             |
| 2001 |                                   | CQ                                             | Enzo szeretője                    |                | Roman Coppola            |

## Fordítás
- Ez a szócikk részben vagy egészben  a   Sofia Coppola című angol Wikipédia-szócikk fordításán alapul.  Az eredeti cikk szerkesztőit annak laptörténete sorolja fel. Ez a jelzés csupán a megfogalmazás eredetét és a szerzői jogokat jelzi, nem szolgál a cikkben szereplő információk forrásmegjelöléseként.